# Дом А. Я. Барышникова
Дом Бары́шникова — историческое здание в Санкт-Петербурге по адресу ул. Марата, 31. Один из первых образцов модерна и первая работа Александра Барышникова, прославившая его как архитектора. В начале XX века дом был одним из центров культурной жизни города, в нём располагались издательство «Шиповник», Императорское Русское театральное общество и балетная студия братьев Чекрыгиных.
С 2001 года имеет статус выявленного объекта культурного наследия.

## История дома

### Участок и владельцы
Современная улица Марата до революции 1917 года носила название Никольской. В начале XIX века участок под современным домом № 31 занимал трёхэтажный каменный особняк графини Анны Орловой-Чесменской. Позднее несколько лет дом принадлежал Марии Клейнмихель.
Следующим владельцем участка стал Александр Яковлевич Барышников, сын зажиточного приволжского крепостного крестьянина, который торговал миткалем и состоянием «едва ли не превзошёл своего помещика». Благодаря отцу Александр Яковлевич получил образование, достойное детей дворянского сословия: окончил Опочинское училище, затем гимназию, выучил три иностранных языка и в середине XIX века «с Библией и тремя рублями пришёл в столицу». Обладая недюжинным талантом в коммерции, он смог открыть собственное дело и накопить солидное состояние. На 1873 год Александр Барышников числился купцом 2-й гильдии, торговал кружевом, держал три магазина и два склада в Гостином дворе.

### Строительство
В 1897 году Барышников-старший выкупил земельный участок на Николаевской улице (ныне улица Марата) с целью построить на нём доходный дом, частично для сдачи, частично — для собственной большой семьи. Первоначально в качестве архитектора был приглашён Василий Шауб. Он подготовил проект здания с эклектичным, но сдержанным фасадом, и руководил строительством с августа 1897-го до сентября 1898 года. В силу высокой занятости Шауба работы затягивались, поэтому Александр Яковлевич решил поручить строительство своему старшему сыну Александру, недавнему выпускнику инженерного Института путей сообщения. Барышников-младший внёс существенные изменения в убранство фасадов и переоформил их в стиле модерн, который входил в моду в то время. Известно, что архитектор вдохновлялся зданием Венского сецессиона работы Йозефа Ольбриха. Александр Александрович лично отрисовал эскизы для декоративных элементов дома на Николаевской — орнаментов, витражей и барельефов, а также некоторые узоры в интерьерах. Лепнину выполнило ателье И. П. Коноплева, а кованый металлодекор — мастерская В. В. Палехова. В прессе 1899 года оформление здания критиковали за «декадентский» характер, однако отмечали новизну стилевого решения и общее художественное впечатление.
Внутри здание разделили на 15 шестикомнатных квартир и пять трёхкомнатных, первый этаж отвели под четыре магазина. Интерьеры были оформлены под стать фасадам — в стиле модерн. Лепнина на стенах, рисунок ограждений парадной лестницы и окна были украшены стилизованными цветами. На травлёное стекло тамбура и внутренних дверей был нанесён озёрный пейзаж. Все помещения были оборудованы по последнему слову техники, имели водопровод, канализацию, электричество. В 1906 году были установлены лифты германского завода «Carl Flohr».

### До революции
У Александра Яковлевича и Пелагеи Александровны Барышниковых было десять детей, после окончания строительства семья заняла почти целый этаж, по разным сведениям от 15 до 24 комнат.
Александр Александрович сделал карьеру в архитектуре, затем увлёкся политикой и стал членом Государственной думы 4-го созыва. Он интересовался не только зодчеством, а также прославился как портретист, виолончелист и переводчик.
Квартиру № 8 на втором этаже здания арендовало Императорское Русское театральное общество под руководством Марии Савиной. В 1913 году первый этаж заняло издательство «Шиповник». В середине 1910-х в доме открылась балетная студия Ивана и Александра Чекрыгиных, проработавшая до 1924 года. Александр Барышников общался с представителями всех организаций-арендаторов, со многими был дружен. В начале XX века дом на Николаевской улице посещали выдающиеся деятели искусств: Леонид Андреев, Мстислав Добужинский, Александр Бенуа, Михаил Пришвин,Михаил Врубель и другие.

### После революции
После революции здание национализировали, Барышниковых «уплотнили», но позволили жить в своих прежних квартирах. Александр Барышников-младший скончался 17 августа 1922 года, его сёстры Нина и Вера с сыном Андреем жили в фамильном доме до Великой Отечественной войны, погибли в блокаду в 1942 году. Квартиры были переделаны под коммунальные, внутренние помещения перепланированы, частично утрачен декор интерьеров.

### XXI век
В 2014 году в комнатах, которые являются частью бывшей квартиры Барышниковых, были раскрыты оригинальные альфрейные росписи стен и потолка. Примечательно, что во всех помещениях они были выполнены в различных стилях модерна. Хозяйка квартиры отправила заявку в КГИОП с целью получить охранный статус для росписей и планирует создать музей росписей ар-нуво.
Согласно информации в прессе, в 2018 году дом начали расселять, так как собственник других помещений планирует открыть в нём гостиницу.